# Gert Carstensen
Gert Carstensen (* 11. April 1922 in Melle; † 13. Januar 2008 in Mülheim an der Ruhr) war ein deutscher Chirurg und Hochschullehrer.

## Leben
Gert Carstensen wurde 1922 als Sohn eines Chirurgen in Melle geboren. Nach Besuch des Ratsgymnasiums in Osnabrück (1932 bis 1940) und Kriegsdienst studierte er von 1945 bis 1949 Medizin in Danzig, Göttingen und Heidelberg. Er wurde Mitglied der Burschenschaft Frisia Göttingen. Daran schloss sich seine Weiterbildung zum Chirurgen in Göttingen an, ab 1952 an der Universität Madrid und bei Werner Wachsmuth an der Julius-Maximilians-Universität Würzburg (Anerkennung als Facharzt für Chirurgie mit der Zusatzbezeichnung Gefäßchirurgie). In Würzburg habilitierte sich Gert Carstensen 1966 für das Fach Chirurgie und wurde zum Privatdozenten ernannt. Von 1962 bis 1987 war er Chefarzt der Chirurgischen Klinik des Evangelischen Krankenhauses in Mülheim an der Ruhr. Als solcher war er Mitherausgeber eines kunst- und medizingeschichtlichen Werkes zur Chirurgie. 1966 wurde er zum außerplanmäßigen Professor an der Universität Düsseldorf ernannt. Als Gefäßchirurg hat Gert Carstensen insbesondere auf dem Gebiet der Entwicklung der Wiederherstellung der arteriellen Strombahn Anerkennung erlangt.
Seit Mitte der Siebzigerjahre spezialisierte und engagierte sich Gert Carstensen auf dem Gebiet des Medizinschadenrechts. Seit ihrer Gründung im Jahr 1975 bis 2003 war er in Gutachterkommission für ärztliche Behandlungsfehler bei der Ärztekammer Nordrhein ehrenamtliches Mitglied für das Fachgebiet Chirurgie.

## Auszeichnungen
- Präsident der Deutschen Gesellschaft für Chirurgie 1975
- Ehrenmitgliedschaft der Österreichischen Gesellschaft für Chirurgie 1983
- Mitgliedschaft in der Deutschen Akademie der Naturforscher Leopoldina 1985
- Ehrenmitglied der Van Swieten Gesellschaft in Wien 1985
- Großes Verdienstkreuz 1988
- Werner-Körte-Medaille der Deutschen Gesellschaft für Chirurgie in Gold 1995
- Dr. h. c. der medizinischen Fakultät der Freien Universität Berlin 1997
- Paracelsus-Medaille der deutschen Ärzteschaft (2004)

## Veröffentlichungen (Auswahl)
- als Hrsg. mit Hans-Wilhelm Schreiber: Chirurgie im Wandel der Zeit 1945–1983. Springer, Berlin / Heidelberg / New York 1983, ISBN 3-540-12186-2.